# ثأران يهنعم
ثأران يهنعم بن ذمار علي يهبر الثاني الحميري (نحو 290 - 373م): خامس ملوك عصر ملوك سبأ وذي ريدان وحضرموت ويمنت، وأطول ملوك هذا العصر مُلكا، حيث حكم أكثر من نصف قرن (320م - 373م)، وفيه أسعد الكامل يقول: «ينعم ثأران رأس الملوك إليه انتهى المجد والمفخر».ويعده الباحثين أحد أقوى ملوك سبأ على الإطلاق، بعكس أبيه ذمار علي يهبر الثاني الذي لم يحقق أي إنجازات فريدة.
اتصل ثأران يهنعم بالحكم منذ أيام أبيه ذمار علي يهبر الثاني (نحو 320م - 324م) كما تشير إلى ذلك النقوش بلقب (ذمار علي يهبر وابنه ثأران يهنعم ملكي سبأ وذي ريدان وحضرموت ويمنت).ثم أنفرد ثأران بالحكم من بعد والده في سنة 434 حـ بالتقويم الحميري الموافق 324 بعد الميلاد، حيث ذكر أنه قام بإصلاحات واسعة للطرق في هذا العام.وآخر النقوش المؤرخة التي تم العثور عليها للملك ثأران يهنعم كان سنة 483 حـ في التقويم الحميري الموافق سنة 373 بعد الميلاد.
خلال عهد ثأران يهنعم بدأ الدور السياسي لسبأ يخرج عن إطار جنوب الجزيرة العربية لأول مرة إلى أنحاء متفرقة من وسط وشمال وشرق الجزيرة العربية، حيث ذكر (نقش عبدان 1) المؤرخ سنة 470 حـ بالتقويم الحميري الموافق 360م من عهد ثأران يهنعم، حملات عسكرية واسعة وكبيرة في شبه الجزيرة العربية، كانت أولى تلك الحملات الخارجية بقيادة الملك ثأران يهنعم بنفسه ضد صداء والرس من بني الأسد (الأزد). وحملة أخرى بقيادة الملك ثأران يهنعم ضد قبيلة سهرة. كما وجهت حملات واسعة بقيادة الأقيال ملشان وخولي وتبكر وشرحبيل إلى بدو حضرموت وعمان ومهرة واليمامة والخرج وهجر. كما وجهت حملات بنفس الأقيال السالف ذكرهم إلى أرض معد وحاربوا عبد القيس على ماء سجة بين أرض نزار وغسان. ويبدوا أن هدف تلك الحملات تأمين الطريق التجاري المار من اليمن إلى شمال الجزيرة العربية وشرقها وتأديب القبائل العربية البدوية لتعرضها لقوافل اليمن التجارية.
أشرك ثأران يهنعم ابنه ملكي كرب يهأمن معه في الحكم في أواخر عهده في الفترة (363م - 373م)،والتي شهدت استقراراً سياسياً واقتصادياً، وأصبحت دولة سبأ قوية ومهابة بعد أن قضت على تهديد القبائل العربية لحدودها وطرق قوافلها. والحادث المهم في عهدهما هو تصدع سد مأرب للمرة الثالثة، فأمر الملكان ثأران يهنعم وأبنه ملكي كرب يهأمن جماعة من بني سخيم بقيادة جيش من الإعراب لإصلاح السد الذي تهدم في عدة مواضع فتم إصلاحه بعد 3 أشهر من العمل (النقش: Ja 671).